# Drôme (rivier)
De Drôme is een rivier in Frankrijk. Het departement Drôme in de regio Auvergne-Rhône-Alpes ontleent zijn naam aan deze rivier. Het is een zijrivier ten oosten van de Rhône en heeft een lengte van 110 km. De rivier mondt uit in de Rhône tussen Valence en Montélimar. Tussen Die en Crest worden kanotochten georganiseerd op de Drôme.